# Reit (Sankt Wolfgang)
Reit ist ein Gemeindeteil  von St. Wolfgang im oberbayerischen Landkreis Erding.

## Lage
Der Weiler Reit liegt unmittelbar südöstlich der Autobahnabfahrt 15 (Dorfen) der Bundesautobahn A94 an deren Kreuzung mit der Bundesstraße B 15.

## Gebäudebestand

Hofgut Reit, Reit 7, Remise

Das „Wohnhaus Meindl, St. Wolfgang, Hofgut Reit, Reit 7,“ dessen Teilerneuerung 1945 durchgeführt wurde, taucht in der Werksliste des Architekten Sep Ruf auf, der mit seinen in Fachkreisen als „leicht wirkend“ beschriebenen Bauten die deutsche Nachkriegsarchitektur prägte.

## Bevölkerungsentwicklung
In Reit gab es 1871 insgesamt 18 Einwohner. Bis 1950 stieg die Einwohnerzahl in der Nachkriegszeit des Zweiten Weltkriegs auf 71 Einwohner. Im Mai 1987 lebten dort 24 Einwohner in sieben Wohngebäuden, die in 10 Wohnungen aufgeteilt waren.
| Jahr      | 1871 | 1925 | 1950 | 1970 | 1987 |
| Einwohner | 18   | 36   | 71   | 54   | 24   |